# 維克托里夫卡 (埃米利奇涅區)
50°43′47″N 28°7′42″E / 50.72972°N 28.12833°E
維克托里夫卡（烏克蘭語：Вікторівка），是烏克蘭北部的村莊，隸屬日托米爾州的茲維亞赫爾區。該村面積0.72平方公里，海拔高度205米，2001年人口111，人口密度每平方公里154.17人。